# 脱氧肾上腺素
脱氧肾上腺素（也称为N-甲基多巴胺，N-methyldopamine）是一种天然有机化合物，分子式C9H13NO2，结构上与神经递质肾上腺素、儿茶酚胺相关。